# キーテジ

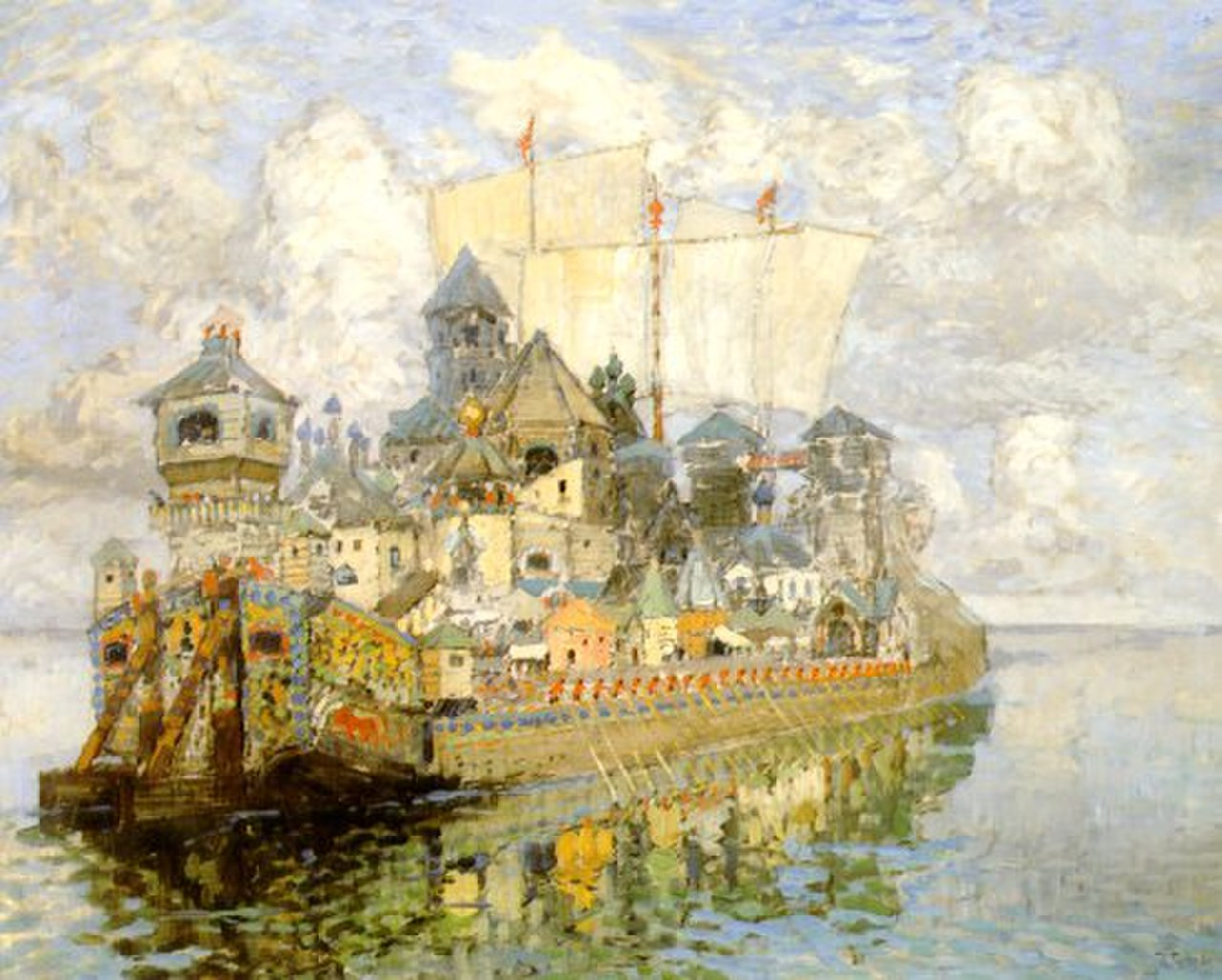
コンスタンティン・ゴルバートフ『見えぬ町キーテジ』

キーテジ（ロシア語: Китеж） は、ロシア正教古儀式派の伝説上の聖地。ニジェゴロド州の北部にあるとされた。13世紀モンゴル帝国の侵攻から逃れたロシア正教徒によって造られ、古い純正な信仰が保たれているとされた。そして17世紀のニーコンによるいわゆる改革によって弾圧された、ロシア正教古儀式派（旧教徒）たちの一部によって理想郷と信じられ、捜索の対象とされた。
見えぬ町キーテジの伝説は、後にいたるまでニコライ・リムスキー＝コルサコフやセルゲイ・ワシレンコらをはじめとする多くの創作者による作品のモチーフともなった。
1908年に作家のミハイル・プリーシヴィンはロシア地理学会の依頼で、ヴェトルガ川支流の付近にあるスヴェートロエ湖を訪れ、キーテジにまつわる伝承を収集している。